# Mer de Champlain
Pour l’article homonyme, voir Champlain.
La mer de Champlain est une ancienne mer aujourd'hui disparue qui couvrait, à l'issue de la dernière période glaciaire, les basses-terres du Saint-Laurent. Cette mer est notamment l'ancêtre du fleuve Saint-Laurent et du lac Champlain.

## Géographie
L'étendue, la forme, la profondeur et la salinité varièrent constamment durant toute la durée de la mer de Champlain. La distinction entre les mers de Goldthwait et de Champlain a été précisée par les chercheurs. Jusqu'à ces dernières années, les auteurs ont appelé sans distinction du nom de mer de Champlain la grande invasion marine dans le sud-est du Québec consécutive à la fonte des glaciers. Avec l'acquisition de données nouvelles, en particulier des datations par le carbone 14 et la cartographie des formations meubles, il est apparu utile de distinguer la nappe d'eau ayant submergé les côtes de l'estuaire et du golfe du Saint-Laurent de celle ayant submergé les basses-terres du Saint-Laurent en amont de Québec et celles de la vallée de l'Outaouais.

## Histoire
La mer de Champlain a submergé les basses-terres du Saint-Laurent en amont de Québec entre 13 100 et 10 600 ans AP. La mer de Goldthwait a submergé les côtes du Saint-Laurent en aval de Québec et les basses-terres ceinturant le golfe du Saint-Laurent entre 15 500 et 8 000 ans AP. Formée par la fonte des glaces et la montée du niveau des mers, la mer de Champlain disparut lorsque la remontée du bouclier canadien, libéré de sa calotte glaciaire, a chassé la mer et a laissé derrière elle le lac Lampsilis, ancêtre de l'actuel lac Saint-Pierre.
Au début, c'est une végétation de toundra qui occupait les terres sises immédiatement au sud de la mer de Champlain, de même que sur les plus hauts sommets des collines Montérégiennes qui y constituaient alors des îlots. Cette mer hébergeait des coquillages et une faune d'eaux froides, dont des phoques, des morses, des bélugas.
Dans la région au sud-sud-ouest de Montréal, la mer de Champlain a succédé au lac proglaciaire Candona qui a occupé ces terres entre 13 500 et 13 100 ans AP. Le niveau de ce lac étant supérieur d'une trentaine de mètres à celui de l'océan de l'époque, la déglaciation de la région au sud-ouest de la ville de Québec a entrainé le déversement d'eaux douces dans l'Atlantique avant l'incursion des eaux salées dans les basses terres du Saint-Laurent.
Le lac Lampsilis, qui a succédé à la mer de Champlain il y a 10 600 ans environ, a vu sa superficie progressivement diminuer en raison de la remontée des terres libérées de la masse des glaces. Les rives actuelles du fleuve Saint-Laurent se sont donc mises en place il y a un peu moins de 8 000 ans.